# Barisia
Barisia — рід веретільницеподібних ящірок родини веретільницевих (Anguidae). Представники цього роду є ендеміками Мексики.

## Види
Рід Barisia нараховує 7 видів:
- Barisia ciliaris (H.M. Smith, 1942)
- Barisia herrerae Zaldívar-Riverón & Nieto-Montes de Oca, 2002
- Barisia imbricata (Wiegmann, 1828)
- Barisia jonesi Guillette & H.M. Smith, 1982
- Barisia levicollis Stejneger, 1890
- Barisia planifrons (Bocourt, 1878)
- Barisia rudicollis (Wiegmann, 1828)